# Вира Симха Редди
«Вира Симха Редди» — индийский драматический боевик 2023 года на языке телугу. Был написан и снят Гопичандом Малинени, спродюсирован Mythri Movie Makers. В съёмках фильма приняли участие Нандамури Балакришна в двойной роли вместе с Шрути Хасан, Варалакми Сараткумар, Хани Роуз и Дунией Виджай. Музыка к фильму и саундтрек написаны С. Таманом.
Основные съемки начались в феврале 2022 года и закончились в декабре 2022 года. «Вира Симха Редди» вышел 12 января 2023 года, совпадая с выходными Санкранти.

## Сюжет
Минакши управляет растущим стамбульским рестораном "Rayalaseema Cuisine" и живет со своим сыном Джаем Симха Редди. Джай занимается автосалонами и знаком с глухой певицей Ишей, дочерью магната Джаярама, и они влюблены друг в друга. В предложении руки и сердца Минакши рассказывает об отце Джая Вире Симхе Редди, лидере Пуличерлы в штате Андхра-Прадеш.
Вира Симха Редди - арбитр, который прилагает усилия для устранения известной фракционной борьбы. Он сталкивается с лидером фракции Пратапом Редди, который пытается убить его. Пратап Редди часто пытается убить Виру Симху Редди, но всегда проигрывает, что возмущает его жену Бханумати, так как она хочет отомстить за свои страдания, вызванные Веера Симха Редди. Пратап Редди обманывает, смешиваясь со своим дядей Педди Редди, министром, чтобы занять фабрику, принадлежащую промышленнику Раджу Гопалу, построенную 30 лет назад с целью Веера Симха Редди. Они также собираются заложить первый камень для новой фабрики, на которую прибывают выдающиеся политики.
Немедленно Радж Гопал отправляется на помощь Вире Симхе Редди, описывая текущую ситуацию, когда он отважно встречает и один за другим отбрасывает их на границе. Позже Вира Симха Редди получает телефонный звонок от Минакши, которая приглашает его в Турцию. По прибытии, Вира Симха Редди встречается с Джаем, который ему незнаком, и благодарит Минакши за уважение к его решению лет назад. Они встречаются с Джаярамом, который счастливо выражает свое согласие. После их отъезда Джаярам испуган, так как он является инвестором в фабрику, строительство которой блокирует Вира Симха Редди. Джаярам указывает на присутствие Вира Симха Редди в Турции, где Пратап Редди и Бханумати прибывают и убивают его, раскрывая также, что Бханумати - сестра Вира Симха Редди.
Джай пытается спасти Вира Симха Редди, который останавливает его, говоря, что он может умирать многократно ради Бханумати. Прежде чем выдохнуть последний вздох, Вира Симха Редди поручает Джаю выполнить его последние ритуалы на родине. В соответствии с рекомендациями Джай перевозит тело своего отца в Райаласиму и проводит похороны среди множества фанатиков, утопающих в горе. Затем Джай задает вопрос о причинах вражды Бханумати против своего брата, когда его верный помощник Сиддхаппа раскрывает прошлое. Бханумати была незаконнорожденным ребенком отца Веера Симха Редди, но он почитал ее и посвятил свою жизнь ей. Минакши была его двоюродной сестрой, которую он любил с детства и которой было обещано его руку и сердце. Он попросил ее подождать, пока не состоится брак Бханумати, но, к сожалению, они сблизились.
Кроме того, соседняя деревня Мусали Мадугу находилась под угрозой от отца Пратапа Редди Ганги Редди. Однажды ребенок, став жертвой его злодеяний, обратился к Вире Симхе Редди, чтобы освободить их от злых когтей Ганги Редди. Немедленно Вира Симха Редди напал на него, обезглавил Ганги Редди, взял под свой контроль правление и устраняет Пратапа Редди. Тем временем Бханумати полюбила Сиддхаппу, сына Шекара. Узнав об этом, Вира Симха Редди сердечно одобрил их отношения и обручил их. Кроме того, каждый год в этом районе проходят традиционные соревнования, где Вира Симха Редди побеждает. Однако, Пратап Редди подставил его, когда Шекар принял участие, чтобы защитить репутацию Виры Симха Редди, и был побит.
На этом этапе Пратап Редди досаждает Шекару и преувеличивает свой гнев. Будучи пьяным, Шекар открывает огонь, нечаянно убивая жителя деревни Сури. В настоящее время Вира Симха Редди поднимает добродетель и изгоняет Шекара, который позже совершает самоубийство. Сердце разбитой Бханумати обещает отомстить. В связи с этим она выходит замуж за Пратапа Редди и приказывает ему не трогать ее до смерти Вира Симха Редди. Таким образом, Вира Симха Редди оставляет Пратапа Редди живым для своей сестры и решает отказаться от всех удобств в качестве наказания, просит Минакши прекратить его жизнь, которая соглашается и скрывает свою беременность. После раскрытия Сиддхаппа говорит Джаю вернуться. Радж Гопал переключается на сдачу фабрики бандитам.
Джай наносит удары, чтобы продолжить амбиции своего отца, а также бросает вызов Пратапу войти в дело без поддержки своей тети. Разгневанный комментарием Джая, Пратап Редди бьет Бханумати, утверждая, что именно он подстрекал месть в ее уме, убив Шекара. Измученная, Бханумати встречается с Джаем и извиняется перед ним, после чего покончила с собой перерезав себе горло. Во время ее кремации, Пратап Редди нападает на Джая. Однако, Джай удаляется с Пратапом Редди и объединяет прах своей тети с могилой своего отца, где он продолжает наследие своего отца.

## Актёры
- Нандамури Балакришна в двойной роли Пуличерла Вира Симха Редди и Джая Симха Редди
- Шрути Хасан в роли Иши Джайрам, дочери Джайарама и любовного интереса Джая
- Варалаксми Сараткумар в роли Бханумати, жены Пратапа Редди, сводной сестры Виры Симха Редди и тёти Джая
- Хани Роуз в роли Пуличерла Минакши, девушки Виры Симхи Редди и матери Джая
- Дуния Виджай в роли Мисали Мадугу Пратапа Редди
- Лал в роли Сиддхаппы
- Навин Чандра в роли Шекхара, сына Сиддхаппы и бывшего жениха Бханумати.
- Аджай Гхош в роли Аддибакула Педди Редди и дяди Пратапа Редди
- Мурали Шарма в роли Джайарама, отца Иши
- Джон Коккен в роли двоюродного брата Пратапа Редди
- П. Рави Шанкар в роли министра внутренних дел Кришны Редди
- Б. С. Авинаш в роли Мисали Мадугу Ганжи Редди, отца Пратапа Редди
- Нага Махеш в роли Варады Редди
- Сачин Кхедекар в роли Раджагопала, владельца фабрики
- Рагху Бабу
- Саптагири в роли супервайзера Джая
- Памми Сай в роли Сая Редди, помощника Педди Редди
- Раджив Канакала в роли Сури, сельского жителя
- Самир в роли отца Виры Симхи Редди
- Секхар в роли Веранны, шурина Сури
- Гопараджу Рамана в роли священника
- Исвари Рао в роли жены Сиддхаппы
- Аннапурна в роли бабушки Виры Симха Редди
- Раджита в роли родственницы Виры Симхи Редди
- Дувваси Мохан
- Анант Бабу
- Чаммак Чандра
- Раджашри Наир в роли матери Минакши
- Арчана Анант в роли матери Иши
- Аруна Бхикшу в роли бабушки Иши
- Харика Койиламма в роли сестры Иши
- Шива Кришна
- Мина
- Чандрика Рави в item-номере «Маа Бава Манобхавалу»
- Рамаджогайя Шастри в качестве камео
- Брахманандам в камео в роли Исмаила, судьи в музыкальном шоу «Голос Европы»
- Али в камео в роли Дарбара, судьи в музыкальном шоу «Голос Европы»
- Мастер Сатвик в роли жертвы Ганжи Редди

## Производство
Фильм официально анонсирован Mythri Movie Makers в июне 2021 года под предварительным названием NBK107 с Нандамури Балакришной в главной роли и режиссером Гопичанд Малинени. Официально фильм был выпущен церемонией пуджи 13 ноября 2021 года. Сообщалось, что фильм выйдет на экраны кинотеатров в первой четверти 2022 года.

## Музыка
Музыка к фильму была написана Таманом С. Первый сингл под названием «Jai Balayya» выпущен 26 ноября 2022 года. Второй сингл «Suguna Sundari» был выпущен 15 декабря 2022 года. Третий сингл «Maa Bava Manobhavalu» выпущен 24 декабря 2022 года. Четвертый сингл под названием «Mass Mogudu» выпущен 9 января 2023 года. 
Все тексты написаны Рамаджогаей Шастри.
| №                   | Название                      | Исполнители                        | Длительность |
| ------------------- | ----------------------------- | ---------------------------------- | ------------ |
| 1.                  | «Jai Balayya» (Массовый гимн) | Каримулла                          | 3:51         |
| 2.                  | «Suguna Sundari»              | Рам Мирияла, Снигдха Шарма         | 4:14         |
| 3.                  | «Maa Bava Manobhavalu»        | Сахитья Чаганти, Ямини, Рену Кумар | 4:49         |
| 4.                  | «Mass Mogudu»                 | Мано, Рамья Бехара                 | 3:27         |
| Общая длительность: | Общая длительность:           | Общая длительность:                | 15:16        |

## Релиз

### Театры
«Вира Симха Редди» выпущен 12 января 2023 года на выходные Санкранти. Театральные права на фильм были проданы за 73 крор фунтов стерлингов.

### Домашнее медиа
Информационные права на фильм были приобретены Disney + Hotstar за 14 крор фунтов стерлингов. Премьера фильма состоялась 23 февраля 2023 года в 18:00.

## Оценка

### Оценка критиков
123Telugu поставил 3 звезды из 5 и написал: «В целом Вира Симха Редди - достойный боевик, в котором есть все коммерческие элементы для развлечения поклонников Балакришны».
Манодж Кумар Р. из The Indian Express оценил фильм на 3,25 из 5 звезд и написал: «Проблемная часть Виры Симха Редди, как у большинства фильмов Балакришны, заключается в том, что он утверждает, что это нормально - убивать для решения проблемы».
Нишита Ньяяпати из The Times of India дала 2,5 звезды из 5 и написала: «Вира Симха Редди - это фильм, насквозь пронизанный Балакришной. Однако там, где он побеждает как Вира, он терпит неудачу как Джай. Всякий раз, когда мужчина появляется на экране в черном, вам нужно обратить внимание, но его яркий макияж и вялое поведение во время игры другого персонажа отвлекает от этого».
Джанани К. из India Today дала фильму оценку 2,5 из 5 и назвала фильм «пахнущим клишированными идеями», раскритиковала сюжетную линию и похвалила игру Балакришны.
Харичаран Пудипедди из Hindustan Times написал: «Фильм процветает благодаря насилию и некоторым изысканно снятым действиям, смотреть которые одно удовольствие. Как центральный персонаж Вира Симха Редди, Балакришна скрепляет фильм воедино, и это буквально шоу одного человека.»
Бхуванеш Чандар из The Hindu написал: «Шокирующие жестокие сцены, сильные антагонисты и интригующее более широкое повествование, хорошо дополняли замедленные моменты ударов в грудь. В Veera Simha Reddy у нас есть слабо связанное и архаичное повествование, рассказанное по шаблонному сценарию».

### Театральная касса
В день открытия фильм «Вира Симха Редди» собрал более 54 крор фунтов стерлингов по всему миру, в том числе 36,2 крор фунтов стерлингов из Андхра-Прадеша и Теланганы вместе взятых. Таким образом, он стал самым прибыльным дебютом для Нандамури Балакришны. В первый день выхода в США фильм собрал 747 000 долларов США.

## Внешние ссылки
- «Вира Симха Редди» (англ.) на сайте Rotten Tomatoes